# Seth Moulton
Seth Wilbur Moulton (Salem, 24 ottobre 1978) è un politico e militare statunitense, membro della Camera dei Rappresentanti per lo stato del Massachusetts dal 2015.

## Biografia
Nato a Salem, dopo la laurea ad Harvard, Moulton si arruolò fra i marines e prestò servizio in Iraq durante la guerra. Per le azioni durante questo conflitto Moulton venne insignito della Bronze Star Medal e successivamente si congedò col grado di capitano.
Entrato in politica con il Partito Democratico, nel 2014 si candidò alla Camera dei Rappresentanti per il seggio del deputato in carica John Tierney, che sfidò nelle primarie. Moulton riuscì a sconfiggere Tierney con un netto margine di scarto e successivamente vinse anche le elezioni generali contro l'avversario repubblicano.
Seth Moulton è considerato un democratico progressista.
Il 22 aprile 2019 ha annunciato la sua candidatura alle primarie democratiche per le elezioni presidenziali 2020, ritirandosi il 23 agosto dopo non aver superato il 2% nei sondaggi.

## Vita privata
Nel giugno 2017 Woulton annuncia su twitter il fidanzamento con Liz Boardman, partner di un'azienda di ricerca. I due si sono sposati presso la Old North Church, a Marblehead, Massachusetts, nel settembre 2017. Hanno una figlia, Emmy, nata nell'ottobre 2018.